# Мэрилебон-роуд

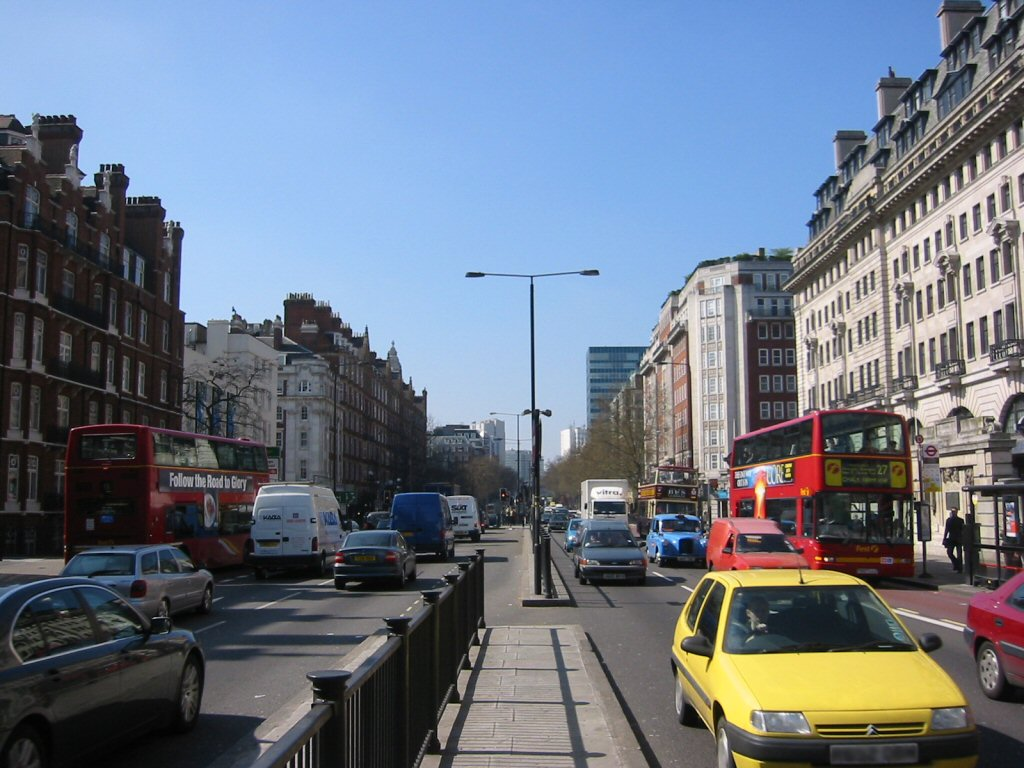
Мэрилебон-роуд, Лондон, вид с места пересечения с Бейкер-стрит.

Мэрилебон-роуд (англ. Marylebone Road, МФА о файле/ˈmɑrlɪbən/) — важная автомобильная улица в центральном Лондоне, в округе Вестминстер. Простирается с востока на запад от Euston Road на Риджентс-парк до Westway в Паддингтоне. Улица имеет три ряда в каждом направлении, является частью Лондонской внутренней кольцевой автодороги, а также составляет часть границы области, внутри которой осуществляется Лондонский транспортный сбор. Кроме того, что Мэрилебон-роуд составляет часть кольцевой автодороги и вливается в шоссе А40 (а следовательно и в автомагистраль М40) в западном направлении, она также является своеобразным притоком шоссе А5 и автомагистрали М1 в северном направлении. В связи с этим большая часть транспорта, покидающего центральный Лондон и направляющегося в Мидланд и Северную Англию, движется именно по Мэрилебон-роуд. Поэтому здесь часто затруднен проезд.

## История
Фактически, Мэрилебон-роуд была первой в Лондоне объездной дорогой. Их прокладывали в стороне от застроенных территорий, чтобы избежать перегрузок городского движения и повысить его безопасность. Постройка Новой дороги, как её сначала назвали, началась в 1756 году вдоль северной границы тогдашней городской застройки.
Наименование Мэрилебон происходит от церкви Святой Марии, построенной на берегу маленького ручья, в местности под названием Tyburn. Церковь и прилегающая территория впоследствии были известны как St Mary at the bourne. Со временем название сократилось до современного Marylebone. В настоящее время приходская церковь St Marylebone находится на юге Мэрилебон-роуд, напротив лондонской Королевской Академии музыки, на самом верху Marylebone High Street.

## Туризм

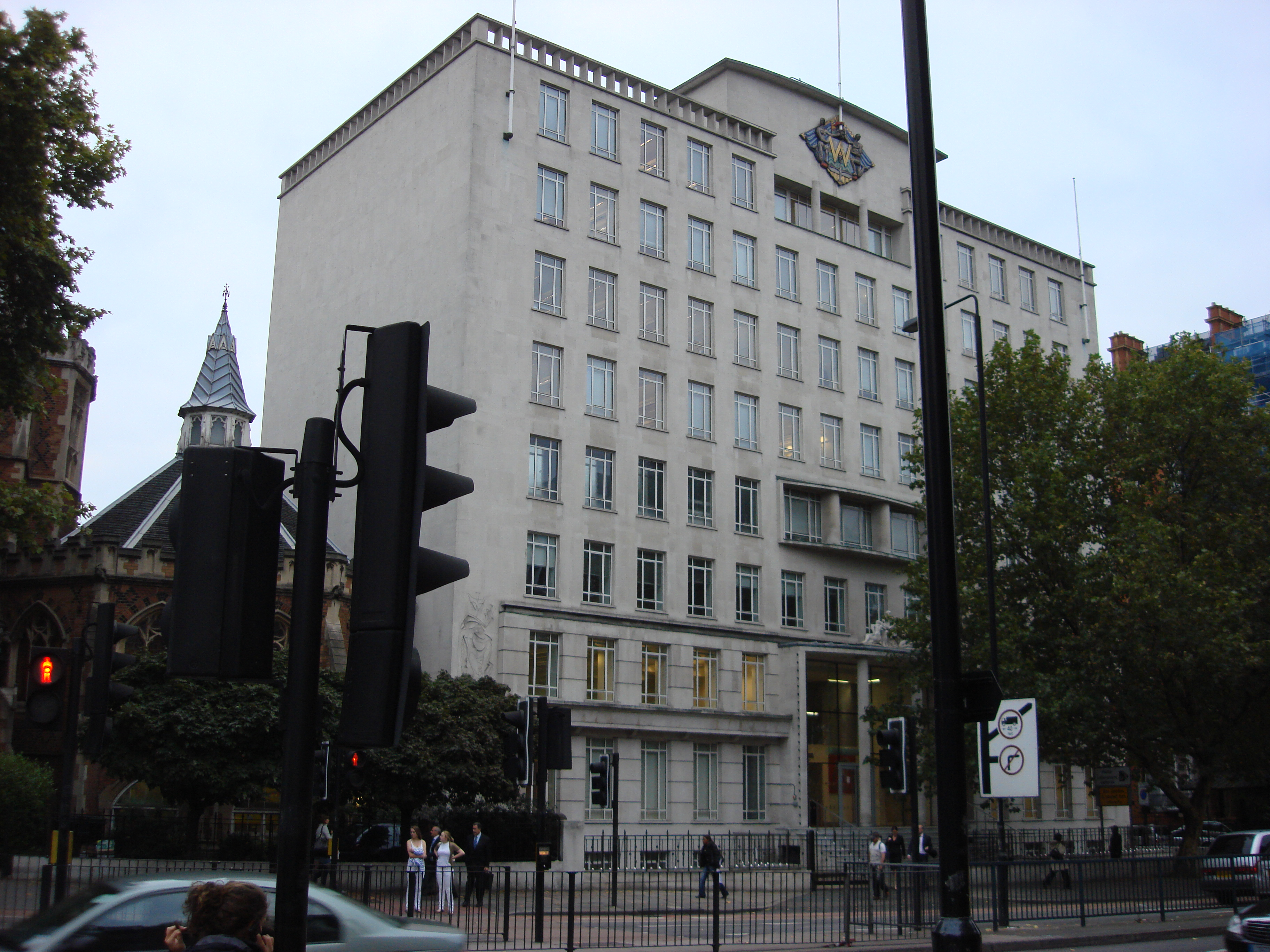
Woolworths Group PLC, головной офис на Мэрилебон-роуд

Один из главных туристических маршрутов Лондона лежит на Мэрилебон-роуд. Именно здесь находится Музей восковых фигур мадам Тюссо. Также здесь расположена Королевская Академия музыки и бывший «Great Central Hotel», который сейчас носит имя «The Landmark London».

## Транспорт
На Мэрилебон-роуд находится несколько станций Лондонского метро и две железнодорожных станции:
- Edgware Road (Bakerloo Line)
- Edgware Road (Circle, District and Hammersmith & City Lines)
- Мэрилебон
- Паддингтон
- Бейкер-стрит
- Regent’s Park
- Грейт-Портленд-стрит

Станции Мэрилебон и Паддингтон являются одновременно как железнодорожными так и станциями метрополитена.